# Říšská marka

1 RM, niklová

Říšská marka (německy Reichsmark, zkratka RM) bylo mezi léty 1924 až 1948 oficiální platidlo v Německu. Byla nahrazena německou markou (Deutsche Mark) ve Spolkové republice Německo a východoněmeckou markou v Německé demokratické republice. Jedna říšská marka sestávala ze 100 říšských feniků.

## Dějiny
Říšská marka byla uvedena v platnost tzv. Mincovním zákonem z 30. srpna 1924 (RGBl. II S. 254) jako náhrada za papírovou marku (Papiermark), která byla v průběhu velké inflace zcela znehodnocená. Směnný kurz byl nastaven 1 000 000 000 000:1 (jeden bilion papírových za jednu říšskou marku).
Jedna říšská marka měla být podle zákona kryta 1/2790 kilogramu ryzího zlata. To odpovídalo formálnímu předválečnému krytí měny zlatem. Říšská marka nebyla ale v protikladu k zlaté marce (Goldmark), používané za Německého císařství, čistou měnou zlatého standardu, a tím nebyla v Říšské bance proplatitelná ve zlatých mincích. Zákonem stanovená směnná povinnost bankovek ve zlatě sice byla paragrafem 31 určena, prakticky ale nebyla uvedena v platnost. Emitované stříbrné mince v hodnotě od 1 do 5 říšských marek byly všechny drobné mince a měly poloviční obsah stříbra než mince, používané na začátku první světové války v hodnotách 1 až 5 zlatých marek. S vypuknutím druhé světové války byly obyvatelstvem stříbrné mince v hodnotě 2 a 5 říšských marek navzdory zákazům shromažďovány ve velkém množství, takže jsou dnes relativně snadno a levně k sehnání.
Říšská marka byla tzv. měnou se zlatým jádrem bez oběhu zlatých mincí. Formálně byly někdejší 10 a 20 markové zlaté mince, používané za císařství, zákonným platidlem (do roku 1938), prakticky se ale v platebním styku téměř nepoužívaly. Tzv. zlaté jádro mělo v podstatě jen symbolický význam v souvislosti s průběhem platebního vyrovnání se zahraničím.
Měnovou reformou ze dne 21. června 1948 pro západ a 23. června téhož roku pro východ se stala říšská marka neplatnou a ve třech západních okupačních zónách nahrazena německou markou, zatímco v sovětské zóně tzv. markou německé emisní banky (Mark der deutschen Notenbank).
1 říšská marka (rok 1937) by dnes (leden 2017) měla ekvivalent cca 4,10 Euro

## Bankovky

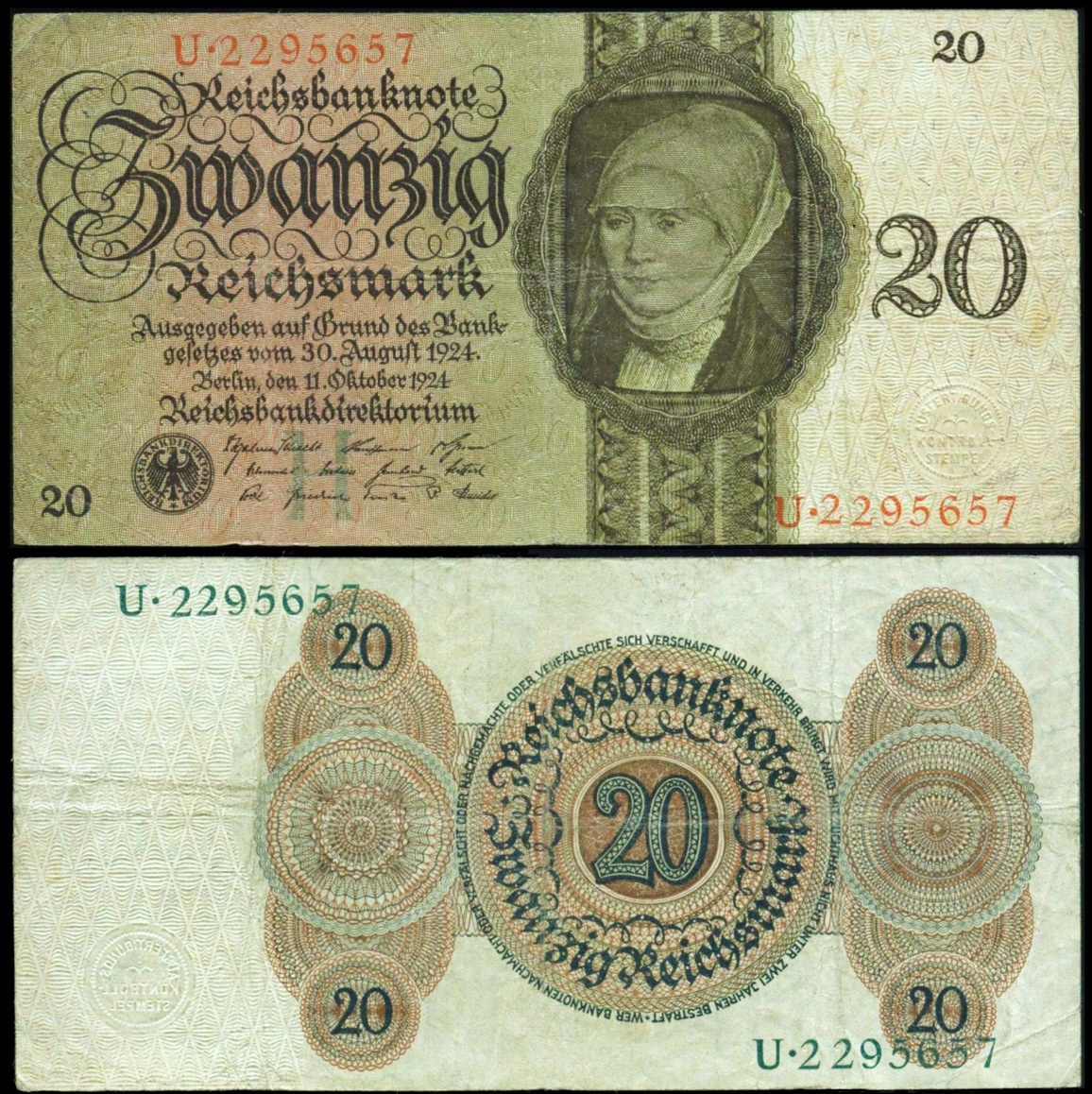
20 RM, 1924
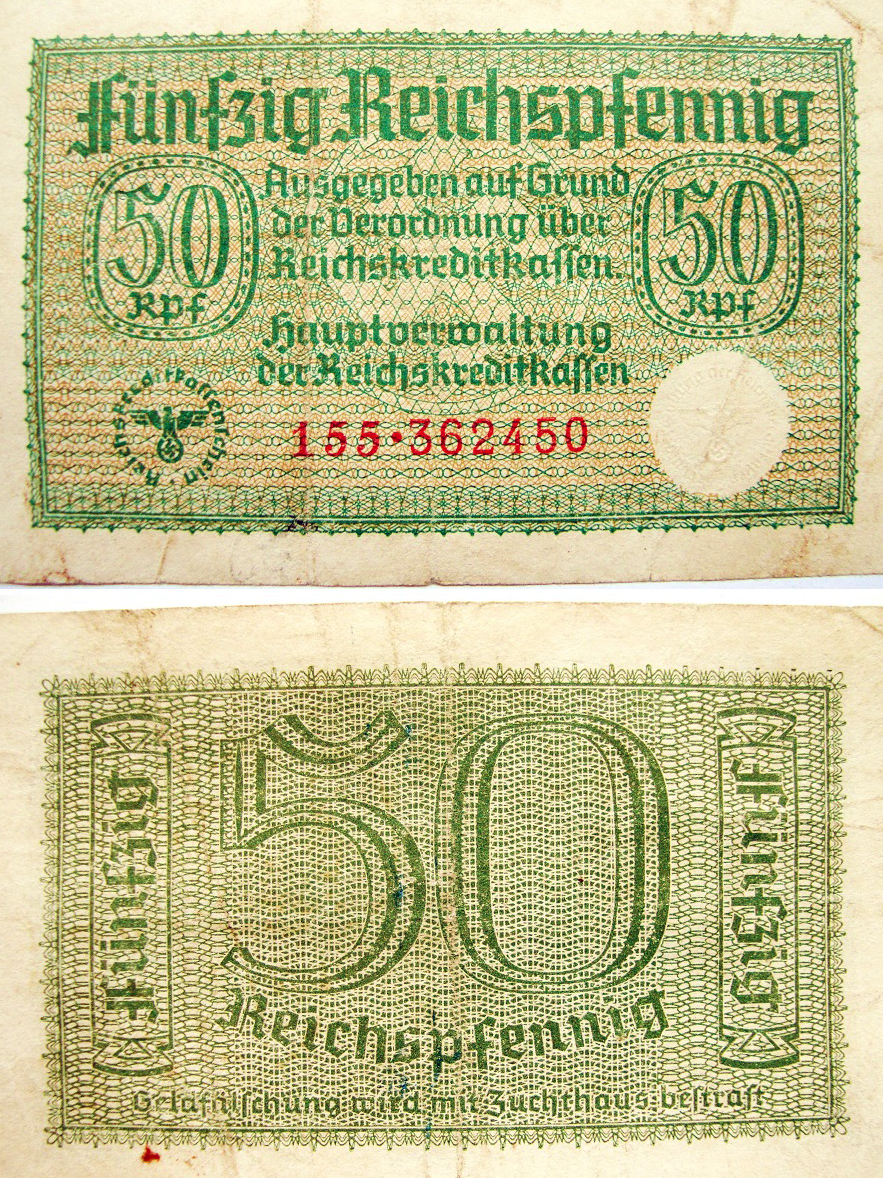
50 Rpf, 1938–1945
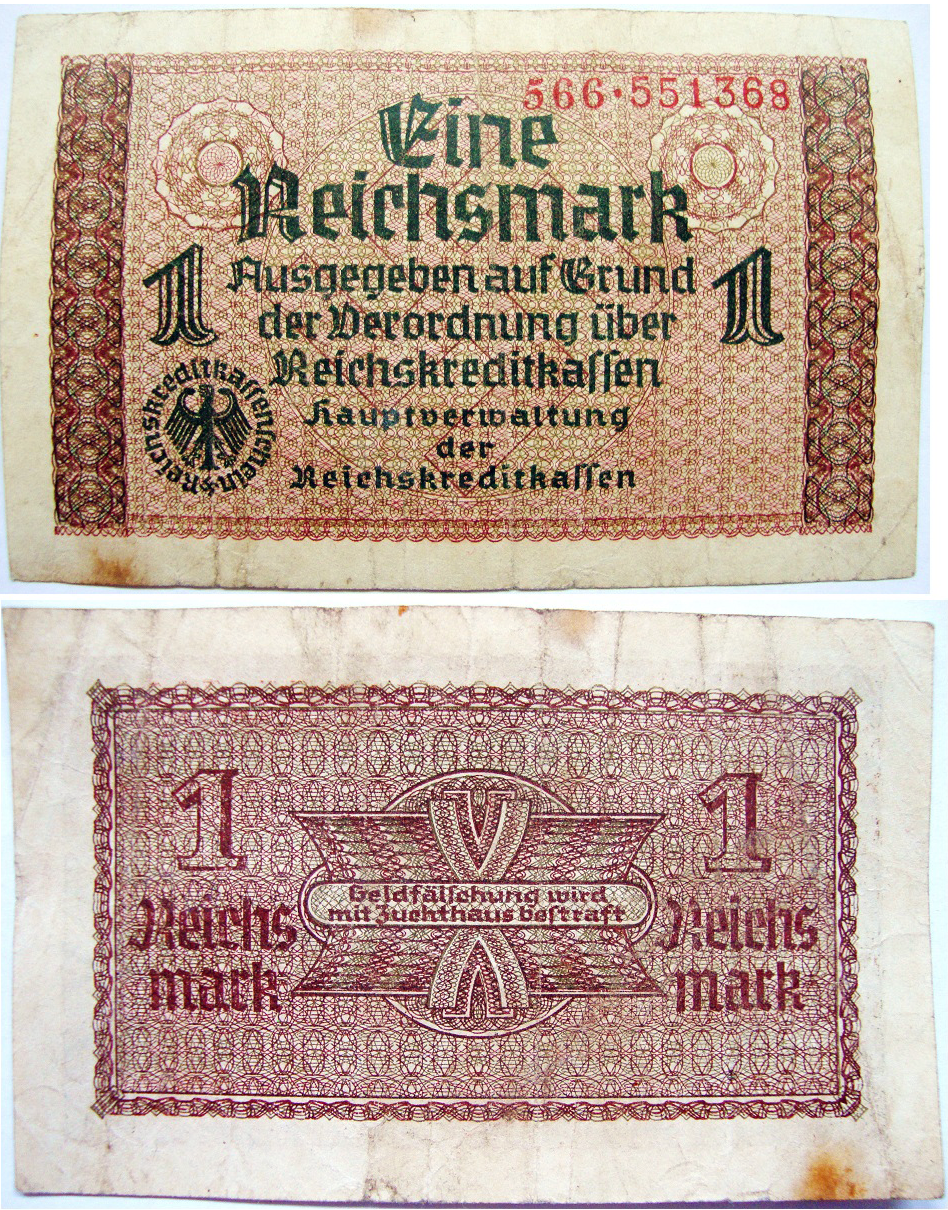
1 RM, 1938–1945
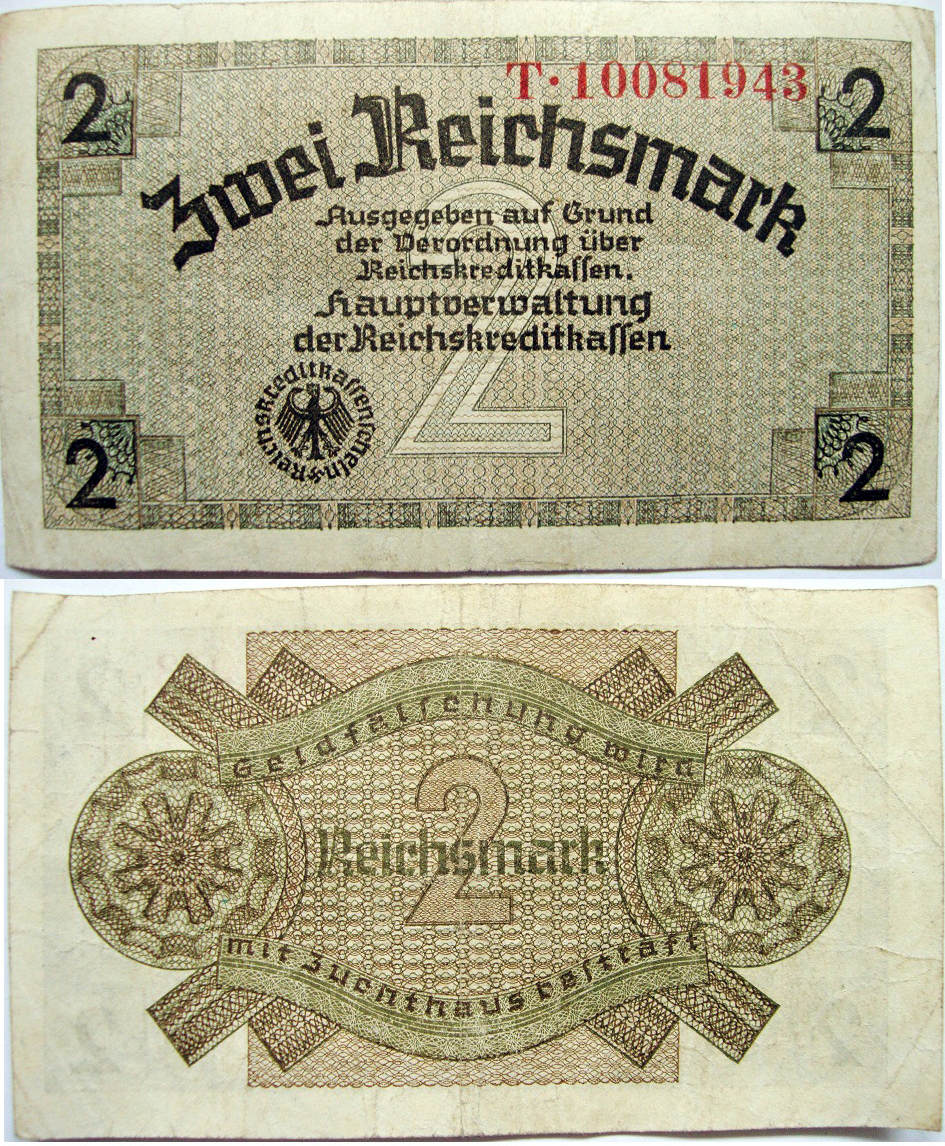
2 RM, 1938–1945
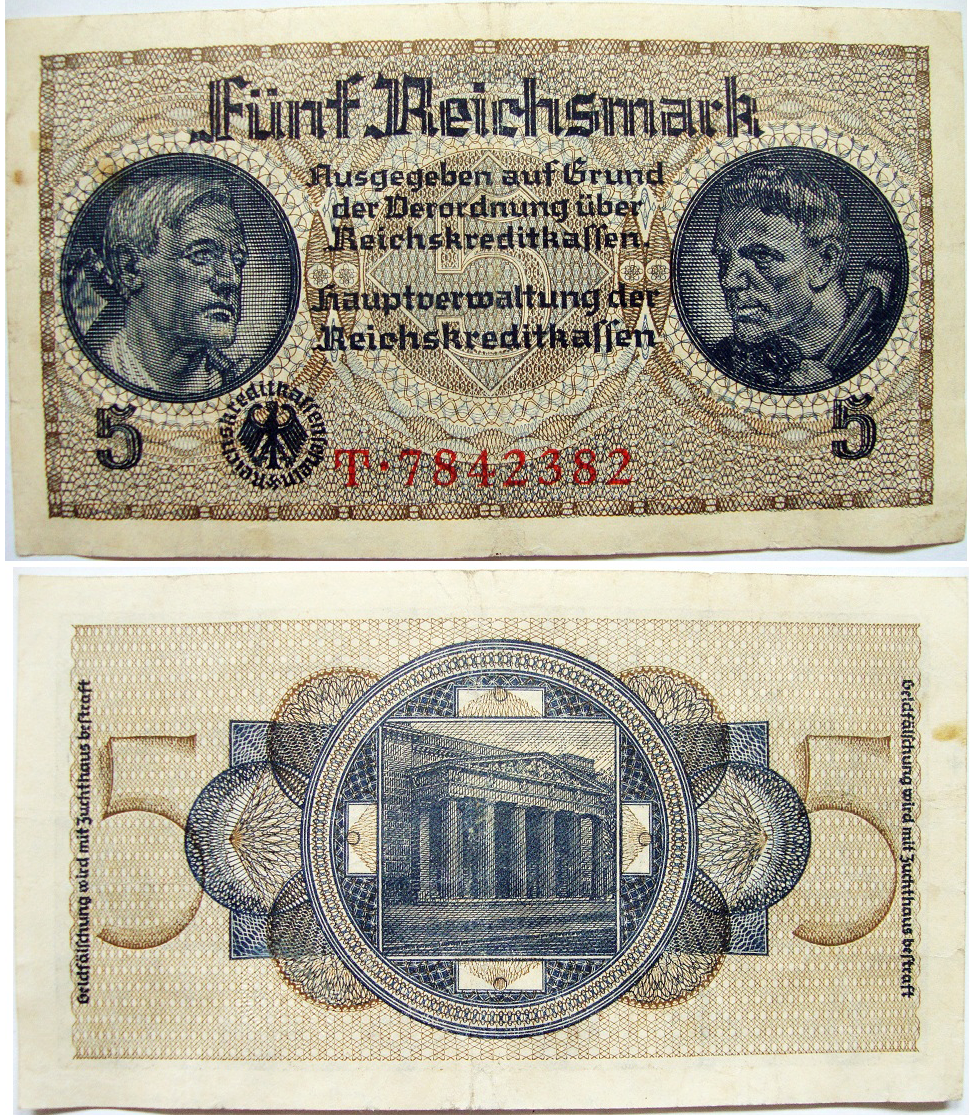
5 RM, 1938–1945
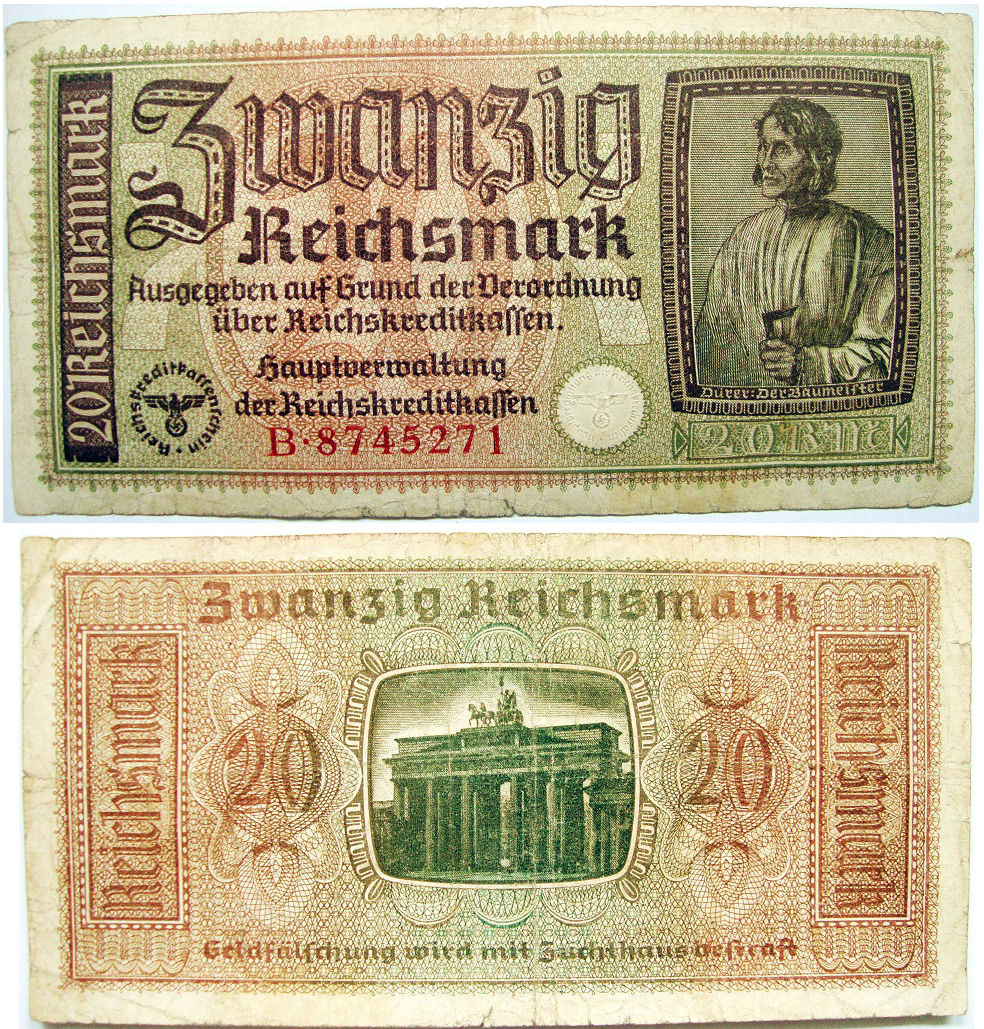
20 RM, 1938–1945
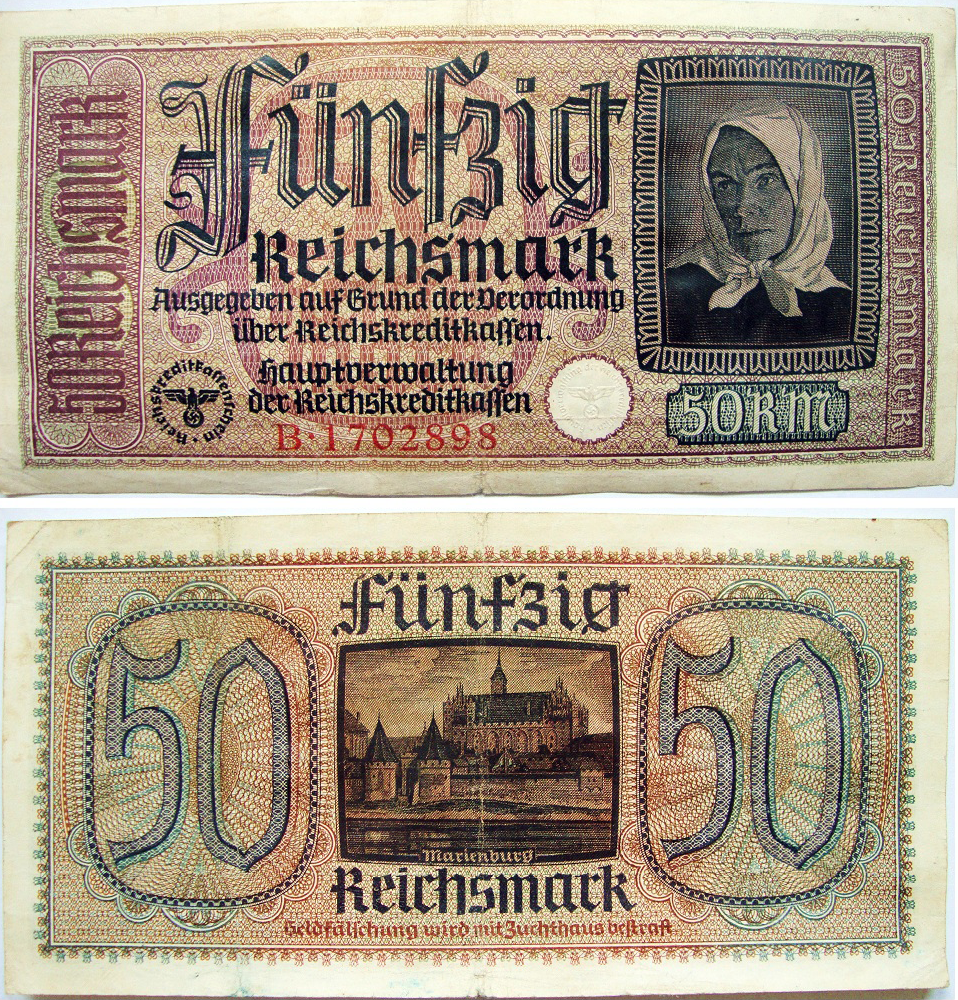
50 RM, 1938–1945